# Universidad del Claustro de Sor Juana
La Universidad del Claustro de Sor Juana es una institución sin fines de lucro, ubicada en el exconvento de San Jerónimo, en el Centro Histórico de la Ciudad de México. Este convento fue el hogar de Sor Juana Inés de la Cruz durante 25 años y donde produjo varios de sus trabajos literarios. En el siglo XIX el convento cerró y años más tarde el inmueble se fraccionó para albergar diversas instituciones y negocios, incluyendo un salón de baile a mediados del siglo XX.  En la década de 1970 el gobierno expropió el complejo con la finalidad de reconstruirla y en 1979 se fundó la Universidad del Claustro de Sor Juana. Esta institución ofrece licenciaturas, maestrías, diplomados y cursos, principalmente en el área de humanidades. El Claustro también lleva a cabo diversas actividades culturales y académicas en sus instalaciones.

## Inmueble de la institución

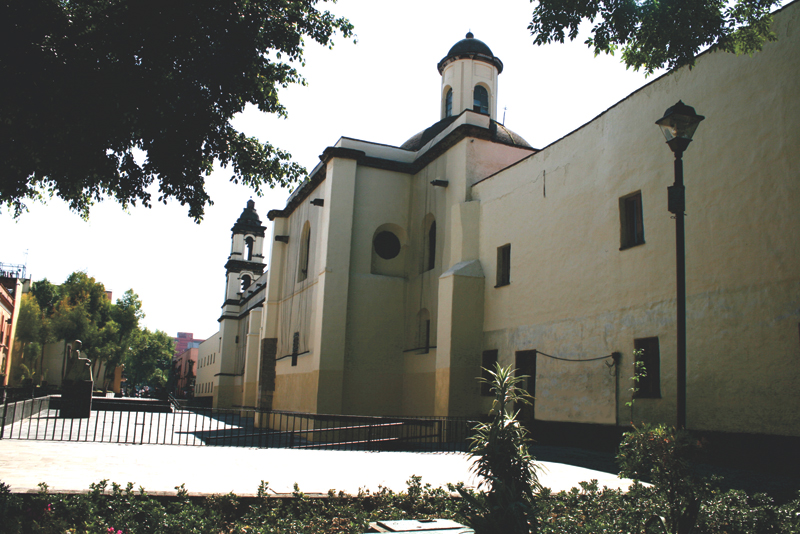
Universidad del Claustro de Sor Juana

El Claustro fue fundado en 1585 por Isabel de Barrios, la hija del conquistador Andrés de Barrios. El convento se constituyó gracias a la fusión de dos residencias privadas: la de Alonso Ortiz (actualmente ubicada al noreste del patio de Gran Claustro) y la de Isabel de Barrios (al noreste del Patio de la Fundación). Isabel de Guevara se encargó de la unión y ampliación de ambas propiedades. En un principio, y con la autorización del arzobispo Pedro Moya de Contreras, este inmueble albergó cuatro monjas del convento de La Concepción quienes se convirtieron en la primera orden religiosa de monjas jerónimas.
La iglesia se construyó en 1673. Su estilo arquitectónico es renacentista con influencia barroca, sus columnas y pilastras son de Dórico con crestas piramidales.  La torre data de 1665, pero a pesar de haber sido construido durante el Barroco, ésta carece de ornamentos.  Su cúpula circular descansa sobre pendientes creadas por Alonso Pérez de Castaneda para la Iglesia de Jesús María. La escultura de San Jerónimo es la segunda escultura de piedra más antigua del período colonial. Originalmente el convento estaba dedicado a Santa Paula.
Con el transcurso de los años, el convento pasó por diversos cambios: el número de celdas (cuartos) incrementaron junto con los servicios correspondientes, como cuartos de servicio, una sala de estar y cocina ampliada, hasta tener las dimensiones que hoy conocemos.
Este convento es conocido por haber sido el hogar el Sor Juana Inés de la Cruz durante 27 años. Sus restos fueron encontrados en el coro bajo. La monja, llamada "la Décima Musa", escribió la mayor parte de su trabajo en este lugar.

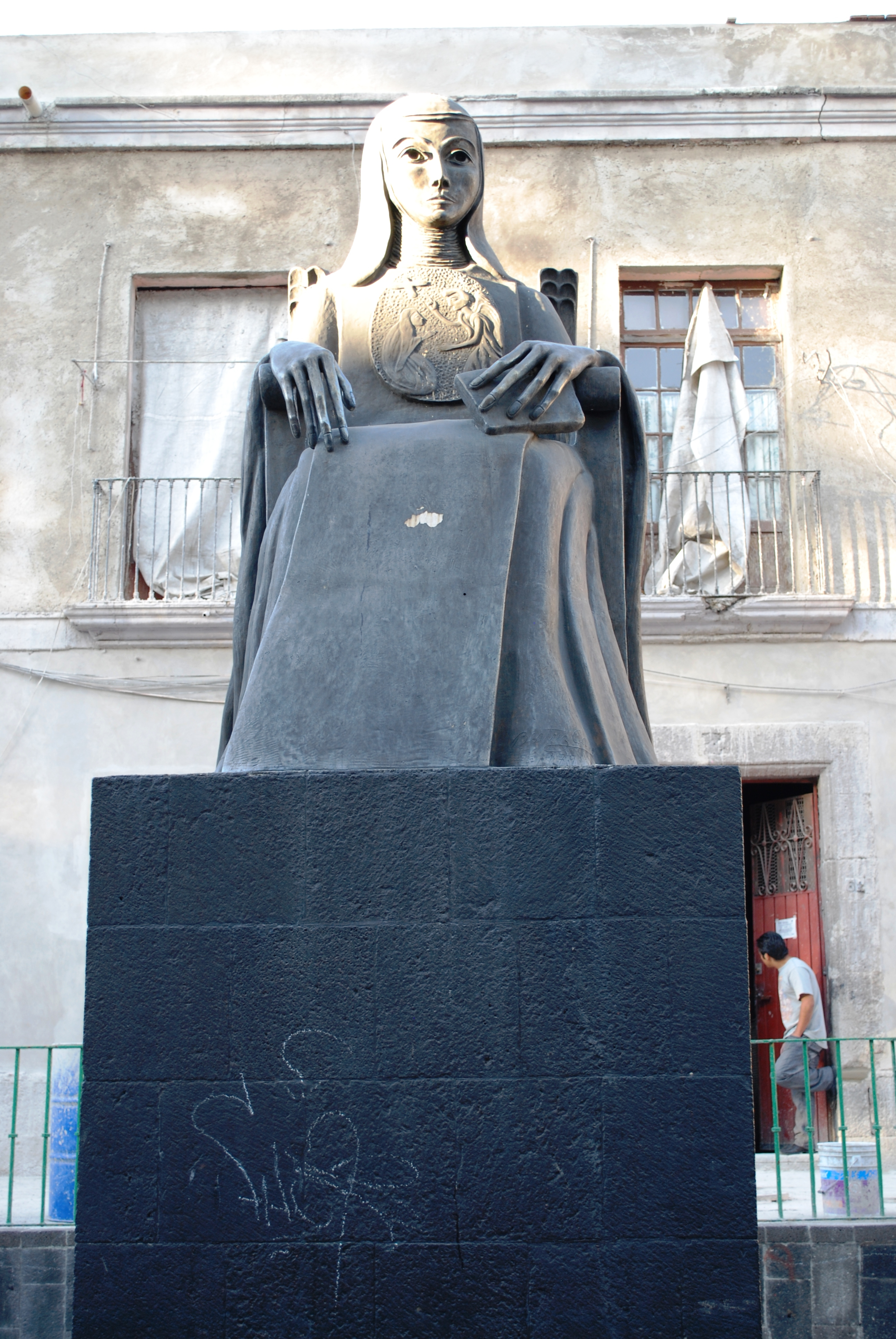
Estatua de Sor Juana en la calle de San Jerónimo.

En 1867, durante las Guerra de Reforma, el convento cerró. La construcción se convirtió en campo y hospital militar. Más tarde, el patio principal tuvo varios usos como sede de la Sociedad Literaria de Nezahualcóyotl. Como forma de pago, a principios del siglo XX pasó a manos del arquitecto Antonio Rivas Mercado, sus hijas Antonieta y Alicia lo heredaron en 1927. La iglesia se convirtió en propiedad del Estado y fue declarada monumento nacional. El resto del inmueble fue seccionado para diversos negocios, el más conocido fue el salón de baile Smyrna Dancing Club, el cual operó a mediados del siglo XX.

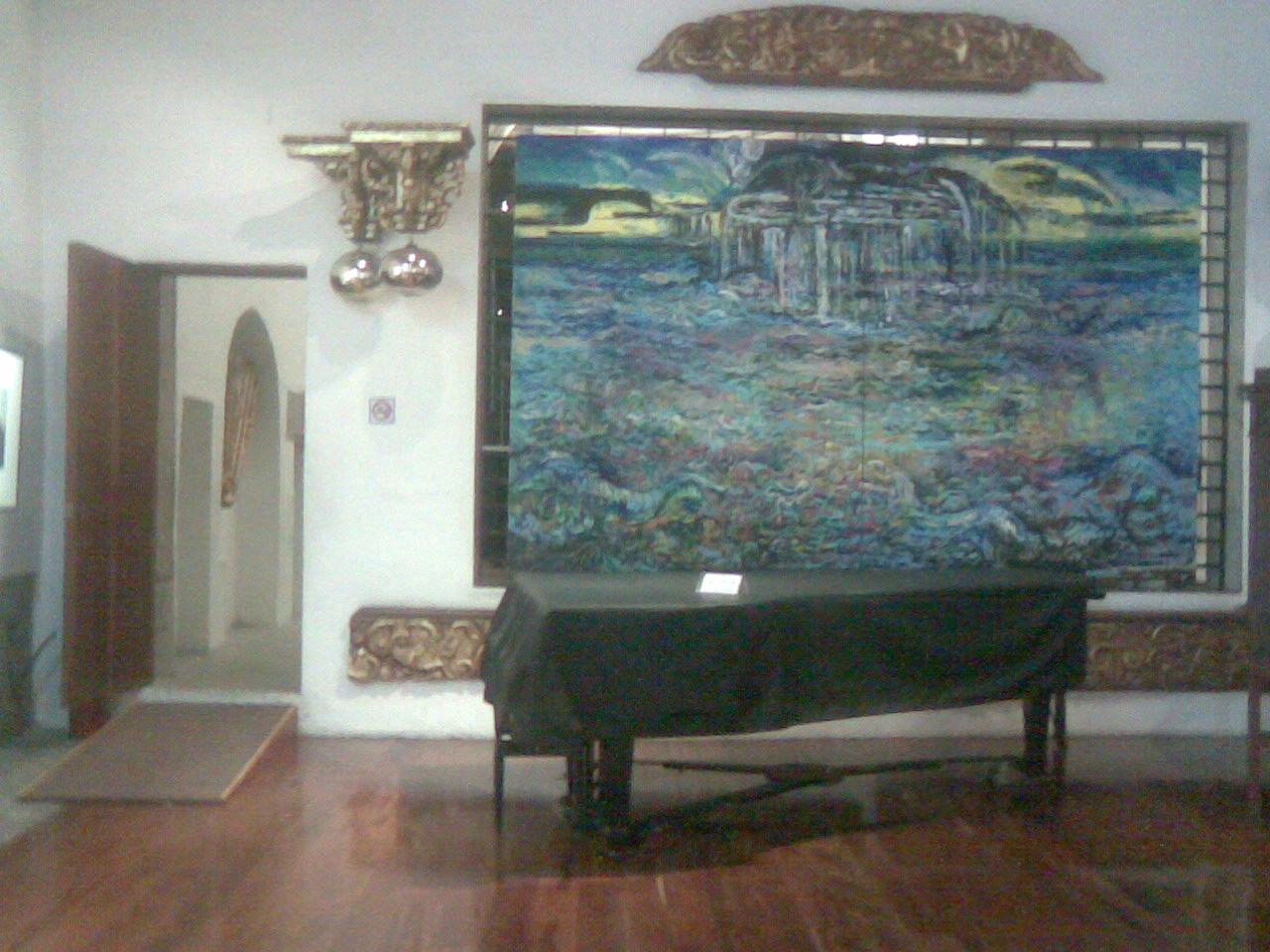
Piano en el sotocoro del auditorio.

En 1975, un grupo de sorjuanistas solicitó al presidente Luis Echeverría expropiar el exconvento para su mejor conservación.  Bajo decreto presidencial se realizaron labores de excavación e investigación entre 1976 y 1982, involucrando así a antropólogos, arqueólogos, arquitectos e historiadores, con la finalidad de la restauración del espacio. Varios de los hallazgos fueron objetos que dan cuenta de la vida conventual de las monjas como azulejos, fuentes, sistema de drenaje, recolectores de agua y tumbas. Actualmente la universidad está a cargo de la conservación de este complejo arquitectónico considerado como “Patrimonio de la Nación”.
A mediados de la década de 2000, la Iglesia católica trató de recuperar la iglesia de San Jerónimo, sin embargo la escuela se resistió a estos esfuerzos y finalmente ganó. La universidad conserva los derechos de toda la propiedad siempre y cuando siga siendo una institución educativa y cultural.

## Institución educativa

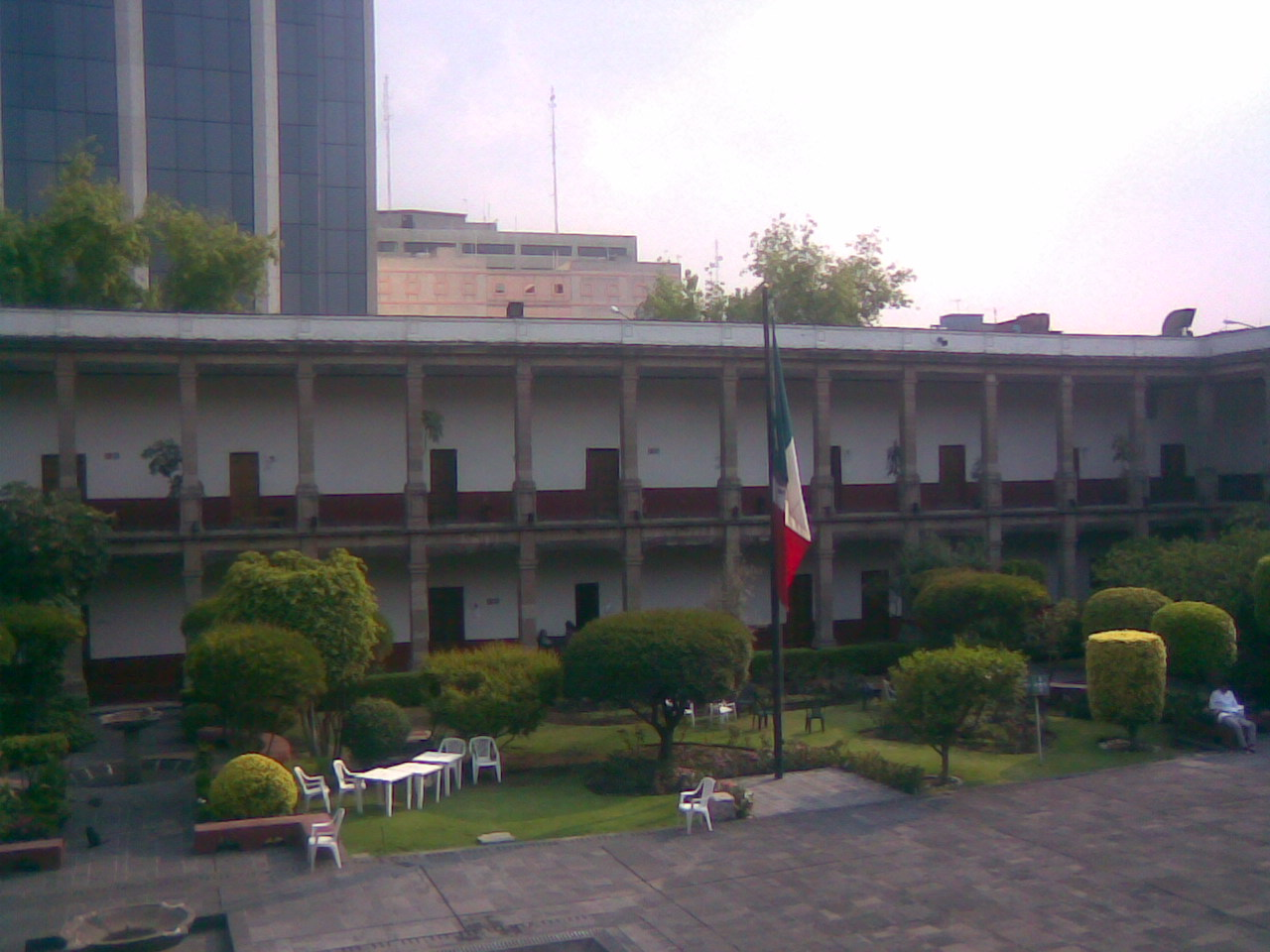
Patio del Gran Claustro.

La Universidad del Claustro de Sor Juana fue fundada en 1979. Sus bases intelectuales descansan en la vida y obra de la "Décima Musa".
En sus inicios la universidad solo tenía la licenciatura en Ciencias Humanas, pero hoy en día la institución ofrece carreras en Derecho, Derechos Humanos, Arte, Gestión Cultural, Producción de Espectáculos, Filosofía, Escritura Creativa, Comunicación, Psicología y Gastronomía. También cuenta con posgrados en Psicoanálisis, Comunicación, y Negocios Gastronómicos. Aproximadamente 75% a 80% de sus egresados ejercen su carrera. Cabe destacar que el interior del recinto ha sido remodelado donde las construcciones coloniales conviven con la arquitectura moderna.  Estos esfuerzos de conservación han sido continuos.
La universidad se expandió en 2003 con la adición del campus de Regina que originalmente formaba parte del Templo de Regina Coeli. Este campus tiene la construcción neoclásica hecha por Manuel Tolsá para la marquesa de la Selva Nevada.
La biblioteca de la institución tiene el Centro de Documentación Sor Juana Inés de la Cruz, lugar que busca convertirse en el acervo más importante de escritos sobre la monja jerónima y su vida. Muchas de las obras aquí son de principios del siglo XX. El Centro contiene tanto libros como publicaciones periódicas sobre la religiosa y sus escritos. En general la colección de la biblioteca tiene un amplio número de ejemplares para consulta, varios de ellos son donaciones.

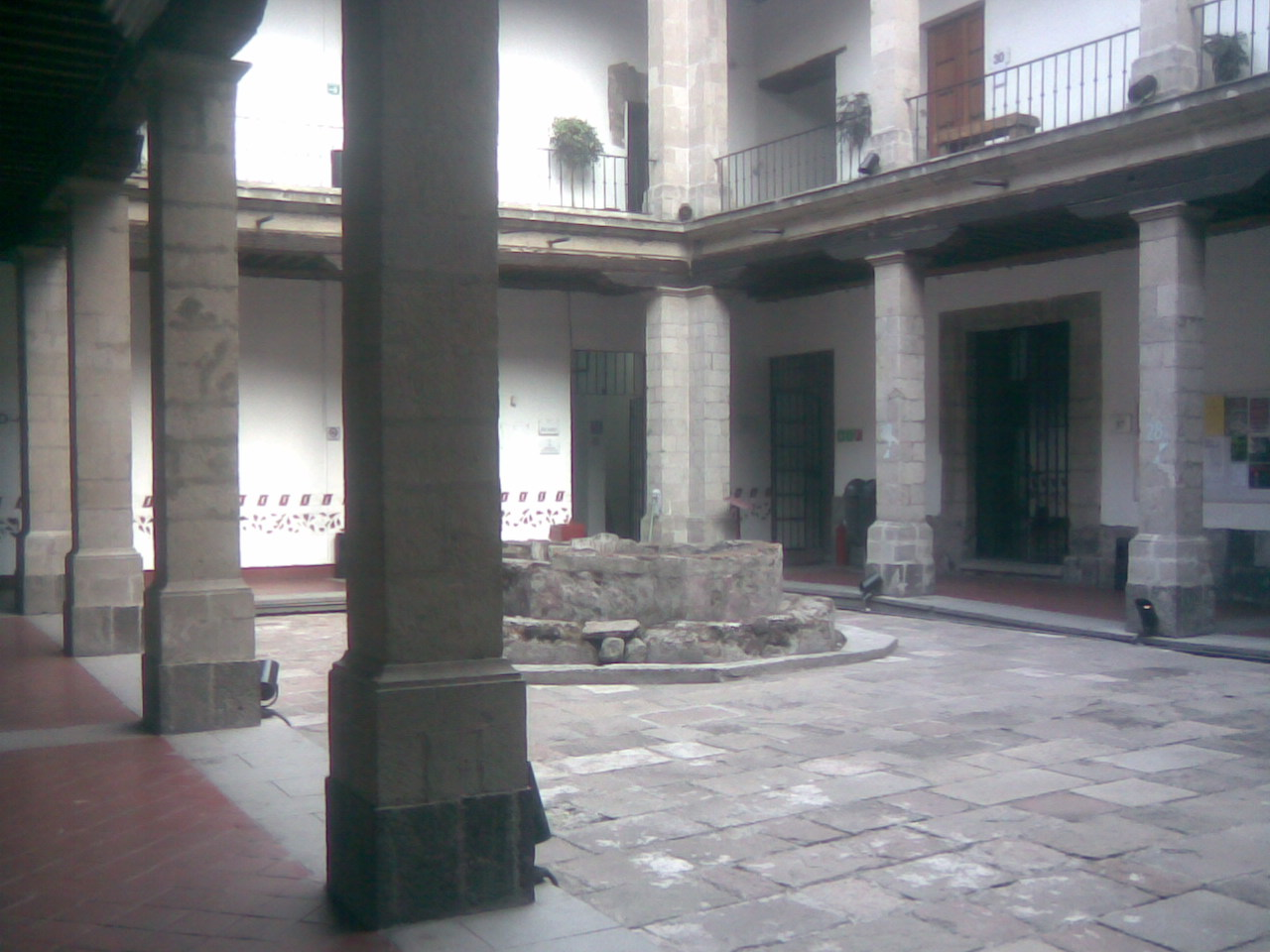
Patio de la Fundación.

Distintos espacios de la universidad han sido adaptados para la exhibición de obras artísticas.
La universidad colabora con los esfuerzos por revitalizar el Centro Histórico. Ofrece actividades culturales en las calles de San Jerónimo y de Regina así como atención psicológica a vecinos del Centro, por mencionar algunas.
De acuerdo a la encuesta del periódico Reforma, "Las mejores universidades 2009", los estudiantes de El Claustro son la comunidad más grande de consumidores de café en la Ciudad de México. Una de las razones es que esta escuela ubicada en el Centro Histórico está rodeada por cafeterías gourmet que ofrecen a sus clientes eventos culturales como proyección de películas y lectura de poesía.
El Claustro también es conocido por su coro musical fundado por la cantante soprano Rita Guerrero en 2005, así como su monumental ofrenda. Cada año, a finales de octubre y principios de noviembre, los estudiantes de la universidad participan en el montaje del altar de Día de Muertos. La temática de la ofrenda varía anualmente y es visitada por vecinos del Centro y público en general. Esta tradición se ha llevado a cabo por más de dos décadas.
Un número importante de actividades de docencia e investigación que lleva a cabo esta universidad las realiza en conjunto con otras instituciones académicas y culturales, tal es el caso de su programa con la UNAM o con la Fundación del Centro Histórico con quien ha publicado la Guía para Comer Bien en el Centro Histórico.
Fuera de la Ciudad de México, la universidad ha organizado el slam de poesía, evento que formó parte de la 23° edición de la Feria Internacional del Libro de Guadalajara, en 2009. Los participantes presentaron trabajos originales que fueron calificados por un panel de poetas y raperos. El evento fue titulado “A ritmo de poesía”.